# Tragedia de Güiria
Se conoce como tragedia de Güiria al ahogamiento de al menos 33 personas y 8 desaparecidos en el naufragio del peñero "Mi recuerdo" en diciembre de 2020 que huían desde Venezuela hacia Trinidad y Tobago a unos 90 km de distancia, en busca de mejores condiciones de vida. El bote naufragado en el que iban llevaba tres días desaparecido desde que había partido de la costa de Güiria (estado Sucre) el 6 de diciembre. Se trataría del tercer naufragio ocurrido en este sector, el primero ocurrió el 23 de abril de 2019 en la zona "Boca del Dragon" una embarcación de nombre "Yonaily José" con 30 personas de las cuales 20 desaparecieron 9 personas fueron rescatadas y una joven de 16 años murió; en mayo de 2019 desapareció una embarcación de nombre "Ave María" con unas 30 personas, no se encontraron los cuerpos, las autoridades no le dieron la importancia en ese momento.

## Antecedentes
El 22 de noviembre de 2020, el gobierno de Trinidad y Tobago deportó a un grupo de inmigrantes venezolanos, incluyendo a 16 niños y menores de edad, expulsándolos al mar en dos embarcaciones sin identificación. Ante el silencio del gabinete de Nicolás Maduro, Juan Guaidó declaró que la Asamblea Nacional abriría una investigación de los hechos. Diputados también expresaron su intención de elevar la denuncia ante instituciones internacionales. La Comisión Interamericana de Derechos Humanos expresó su preocupación ante la deportación y le pidió al gobierno de Trinidad y Tobago "garantizar el ingreso" a su territorio de venezolanos que buscan protección internacional".

## Naufragio
Al menos 33 personas murieron ahogadas y desaparecieron 8 que huían desde Venezuela en busca de mejores condiciones de vida hacia Trinidad y Tobago, a unos 90 km de distancia, de los 33, 25 eran adultos, 7 niños y un adolescente;  y los desaparecidos 6 adultos y 2 niños. El bote llevaba tres días desaparecido desde que había partido de la costa de Güiria el 6 de diciembre, el encuentro  de 11 cadáveres flotando el día 12 en altamar en la zona "Boca de dragón" frente a la isla de Trinidad por la Guardia costera del municipio de Valdez hizo presumir el naufragio de la embarcación, los siguientes días fueron muy tristes para los pobladores de Güiria, quienes reclamaban justicia, al enterarse como habían sido devueltos de Trinidad y Tobago, remolcados a mar abierto y  sin combustible, hasta el día 20 se encontraron los dos últimos cuerpos recuperados, la mayoría ya identificados

## Reacciones
El 25 de noviembre 27 venezolanos fueron deportados de Trinidad y Tobago de vuelta a su país, dio lugar a unas conversaciones entre los representantes de Venezuela y Trinidad y Tobago Posteriormente ocurriría la tragedia, la embarcación habría zarpado presuntamente en la medianoche del 6 de diciembre con unas 41 personas, llegaron a Trinidad y Tobago y fueron devueltas por las autoridades de la isla y en el regreso naufragó entre Güiria en el estado Sucre, noreste de Venezuela, y la isla de Trinidad. El gobierno del parcialmente reconocido como presidente encargado Juan Guaidó decretó tres días de duelo nacional.

La información preliminar sugiere que una embarcación había partido de Güiria el 6 de diciembre con más de 20 personas a bordo. Estas personas no han sido vistas ni se ha sabido de ellas desde ese día.
Guardia Costera de Trinidad y Tobago.

El Ministerio Público de Venezuela buscando los culpables y difiriendo la causa real del problema que se presenta en el país, informó de la aprehensión del supuesto dueño de la embarcación naufragada y su imputación por tráfico ilegal de personas. En un comunicado conjunto, la ACNUR y la OIM expresaron su consternación por el hecho, al que mencionan como «el segundo naufragio registrado en la costa de Venezuela» en 2020 (sin embargo se sabe que es el tercero).
El diputado opositor Robert Alcalá dijo que, basado en una minuta policial a la que tuvo acceso, los cadáveres estaban amarrados entre sí, al parecer porque las personas trataron de protegerse en medio del fuerte oleaje, y en avanzado estado de descomposición. argumenta que los viajes ilegales hacia Trinidad no se han detenido por complicidad de autoridades que permiten las salidas clandestinas, muchas veces en precarias embarcaciones y con sobrepeso. Algunos periodistas venezolanos han sido amenazados por cubrir el naufragio.

## Tragedia en Tucupita
El 23 de abril de 2021 zarpó un bote de pescadores con venezolanos que huyen de la crisis económica que vive el país, el 25 de abril las noticias de un nuevo naufragio que enluta a familias venezolanas en Delta Amacuro, la lancha con 29 personas naufragó en un viaje hacia Trinidad y Tobago, el resultado ha sido de 12 rescatados 10 fallecidos (2 sin identificar) y 7 desaparecidos.
Orlando Moreno, activista y defensor de derechos humanos del estado Delta Amacuro, fue detenido por funcionarios del Cuerpo de Investigaciones Científicas, Penales y Criminalísticas (CICPC) mientras acompañaba a familiares de las víctimas del naufragio en Boca de Serpiente, en Tucupita, periodistas ya habían sido amenazados anteriormente por cubrir las noticias. el 30 de abril es excarcelado, luego que la gobernadora de Delta Amacuro informara que fue detenido por los delitos de instigación al odio.